# 原田里香
原田 里香（はらだ りか、1971年8月24日 - ）は、日本の女優、タレント。東京都出身。アイドルユニット「ギリギリガールズ」の一員であった。

## 略歴
高校生の頃より、モデルとして活動。
1992年、アイドルユニット「ギリギリガールズ」の一員となる。グループのリードボーカルを務め、1993年の第12回メガロポリス歌謡祭で最優秀新人賞を受賞。
テレビ東京系「ギルガメッシュないと」「平成女学園」などにレギュラー出演した。
2006年2月、1歳年上の会社員と結婚。

## 作品

### イメージビデオ・DVD
- 東方美人 静・動（2005年02月17日、Kazoo planning）

### 写真集
- Private Eyes（1994年2月、浪漫新社、撮影：宮沢嘉彦） ISBN 978-4847023538
- Drive me（1996年9月、ワニマガジン社、撮影：平田友二） ISBN 978-4898292464
- ダブルエッジ（2000年7月、竹書房、撮影：原田京子） ISBN 978-4812406519

## 出演

### 映画
- 長州ファイブ（五十嵐匠監督、2006年）
- KARAOKE-人生紙一重-（辻裕之監督、2005年） - あけみ
- フィールズ エンジェル（横山浩之監督、2005年） - 橘彩子
- 銭道 第二弾（金沢克次監督、2004年） - 梶川るり子
- 輪舞曲-ロンド-（喜屋武靖監督、2003年） - 主演：花園香織

### Vシネマ
- 白竜 シノギの報酬Ⅱ（松生秀二、2006年） - 桐生夏子
- Go出産! ご懐妊篇（矢崎充彦監督、2005年） - 智枝
- ブラッドエンジェル シスターオブハート（2004年）
- ザ・代紋1・2（新村良二監督、2001年） - 梶津組長 梶津園子
- 殺す女 女の犯罪ファイル（吉村典久監督、2001年） - 主演：笹崎明日香

### テレビ番組
- 日本縦断ツーリング・世界遺産の旅（旅チャンネル）
- 脱がせ屋「高須」のモンド無用!（MONDO21）
- 世界で一番住みやすい国 アイルランド篇 他 （旅チャンネル）
- 甦る記憶・酋長になった野球選手を訪ねて（旅チャンネル）
- 将棋まるごと90分（囲碁・将棋チャンネル、2000年 - 2003年）
- トゥナイト2（テレビ朝日、1995年 - 1999年）レギュラーレポーター
- 「南アフリカ縦断紀行」（旅チャンネル）ナレーション
- 「南部アフリカ大陸　大自然紀行」（旅チャンネル）ナレーション

### その他
- 舞台「ウェディングベルは鳴らなくても」（2005年、高田拓土彦脚本・演出） - 主演・嵐山京之助
- 雑誌「週刊ゴルフダイジェスト」予選 ギリギリ彼女達の流儀
- PV 氣志團『湾岸夜想曲〜ルシファーズ・ハンマー '94』（東芝EMI）